# Nayef Hawatmeh
Nayef Hawatmeh (in arabo نايف حواتمة‎?, Nāyef Ḥawātmeh; Al-Salt, 17 novembre 1935) è un politico giordano, leader storico del Fronte Democratico per la Liberazione della Palestina.

## Biografia
Hawatmeh nacque ad Al-Salt da una tribù beduina di confessione cristiana greco-ortodossa. Studiò dapprima ad Amman, per poi trasferirsi al Cairo per studiare medicina e successivamente a Beirut e a Mosca. Aderì al Movimento Nazionalista Arabo, del quale rappresentò presto l'ala sinistra.
Tornato in Giordania nel 1956, divenne professore in una scuola cattolica, portando avanti la propria attività politica, adottando posizioni rivoluzionarie. Condannato a morte in contumacia dal governo giordano, si rifugiò nel 1958 in Libano, prima di trasferirsi in Iraq, dove diresse per cinque anni la branca locale del Movimento Nazionalista Arabo. Dopo la caduta del regime di Kassem, andò a combattere i britannici in Yemen del Sud dal 1963 al 1967. Assunse il nome di battaglia Abū l-Nūf.
Nel 1967 tornò in Giordania, dopo aver beneficiato di un'amnistia e si unì ai ranghi del Fronte Popolare di Liberazione della Palestina, del quale fu tra i fondatori. Nel 1969 fondò il Fronte Democratico per la Liberazione della Palestina, in seguito a una scissione dal Fronte Popolare di Liberazione della Palestina.
Risiede in Siria, Paese con il quale ha buone relazioni, e dal quale il suo partito riceve sostegno.

## Ideologia
Hawatmeh sostiene la soluzione di uno Stato unico. Per lui tale Stato decreterebbe la fine del sionismo - ma non della cultura ebraica - e del panarabismo - ma non della cultura araba. Si tratterebbe quindi di uno «Stato palestinese di democrazia popolare», integrato a uno Stato arabo unificato, democratico e popolare.
Il paese costituirebbe allora la punta di diamante della rivoluzione mondiale e non la tappa intermedia per una nazione araba unificata.
Ḥawātmeh prefigura uno Stato depurato da ogni forma di nazionalismo, vede la nazione araba sotto la forma di uno Stato federato o confederato, democratico, popolare, rivoluzionario, ma senza alcun carattere nazionalistico.

## L'attività di guerriglia
Questo non gli ha impedito di condurre violente azioni di guerriglia in Palestina contro il potere israeliano, con dirottamenti aerei e azioni di fuoco che sono state qualificate come "terroristiche" dai suoi avversari e "patriottiche" dai suoi sostenitori. Nota la strage condotta a Ma'alot nel 1974, per cui le autorità israeliane gli vietarono l'ingresso nei territori palestinesi occupati.
Ḥawātmeh si è opposto agli accordi di Oslo del 1993, definiti "una svendita", ma in seguito ha assunto un atteggiamento meno oltranzista, verso la fine degli anni novanta. Nel 1999 si è espresso a favore di un incontro con Arafat (che aveva firmato gli accordi di Oslo) e ha persino stretto la mano al presidente israeliano Ezer Weizman ai funerali di re Husayn di Giordania, ricevendo aspre critiche a livello palestinese e arabo.
Nel 2004 è stato per un breve periodo parte attiva nell'ambito di un tentativo non-governativo congiunto palestinese-israeliano per dar vita a un gruppo palestinese favorevole al progetto dei "due Stati", e si è espresso a favore della cessazione delle ostilità nella cosiddetta Seconda Intifada, scatenata dall'ostentata passeggiata in forze di Ariel Sharon nell'area sacra (al-Ḥaram al-Sharīf) della moschea al-Aqṣā e della Cupola della Roccia a Gerusalemme.
Nel 2007 Israele gli ha permesso, per la prima volta dal 1967, di recarsi nei territori della Cisgiordania occupata, al fine di consentire la sua partecipazione a un incontro organizzato dall'Organizzazione per la Liberazione della Palestina (OLP).